# برشوایلر بای باومهولدر
برشوایلر بای باومهولدر (به آلمانی: Berschweiler bei Baumholder) یک شهر در آلمان است که در Birkenfeld واقع شده‌است. برشوایلر بای باومهولدر ۵۷۶ نفر جمعیت دارد.